# Centralna logistična baza (Vojska Srbije)
Centralna logistična baza  je pehotna brigada, ki je podrejena neposredno Generalštabu Oboroženih sil Srbije.

## Sestava
- Poveljstvo
- Poveljniška četa
- 1. skladiščni bataljon
- 2. skladiščni bataljon
- 3. skladiščni bataljon
- 4. skladiščni bataljon
- Odpad